# チェイス・クロフォード
クリストファー・チェイス・クロフォード（Christopher Chace Crawford、1985年7月18日 - ）は、アメリカの俳優。テレビドラマシリーズ『ゴシップガール』のネイト・アーチボルド役で最も知られている。

## 生い立ち
テキサス州ラボック出身。父親は皮膚科医で母親は教師。妹のキャンディス・クロフォードはミスコンのミス・ミズーリ USAの2008年度の優勝者である。
高校時代にモデルの仕事をしていて、最終学年の頃に校内のベストドレッサー賞に選ばれたこともある。また当時はゴルフに興じていた。
2003年の高校卒業後、カリフォルニア州マリブに引越しペパーダイン大学で学ぶ。大学では男子学生の友愛会であるフラタニティに所属していた。
進路の方向性が定まらずにいた頃に母親から演技を勧められ役者の道を志す。

## キャリア
2006年、テレビ映画 『Long Lost Son』やホラー映画 『レニー・ハーリン コベナント 魔界降臨』に出演。
翌2007年に7回のオーディションの後、『ゴシップガール』のメインキャストの一人であるネイト・アーチボルド役を獲得し、ティーン・チョイス・アワードの新人男優賞 (Choice Breakout Star Male) を受賞した。
2008年はクライムアクション 『Loaded 』やインディーズ映画 『The Haunting of Molly Hartley』に出演、テレビのシットコムアニメ『ファミリー・ガイ』の数エピソードで声優を務め、2009年にはレオナ・ルイスの「I Will Be」のミュージックビデオに姿を見せた。
2009年7月の『ピープル』誌では、最もHotな独身男性 (Hottest Bachelor) に選ばれている。

## 私生活
2007年10月にカントリー歌手のキャリー・アンダーウッドとの交際が発覚するが、翌年3月頃に破局した。
他には、女優のアシュリー・グリーンと交際をしていた。
2010年6月4日にテキサス州プラノのパブの駐車場にて、マリファナ所持の現行犯で逮捕された。

## フィルモグラフィ

### 映画
| 年   | 題名                                                                    | 役名                   | 備考             |
| ---- | ----------------------------------------------------------------------- | ---------------------- | ---------------- |
| 2006 | Long Lost Son                                                           | マシュー・ウィリアムズ |                  |
| 2006 | レニー・ハーリン コベナント 幻魔降臨 The Covenant                       | タイラー・シムズ       |                  |
| 2008 | Loaded                                                                  | ヘイデン・プライス     |                  |
| 2008 | モリー・ハートレイ 血塗られた制服女子高生 The Haunting of Molly Hartley | ジョセフ・ヤング       |                  |
| 2010 | トゥエルヴ Twelve                                                       | ホワイト・マイク       |                  |
| 2011 | Peace, Love & Misunderstanding                                          | コール                 |                  |
| 2012 | 恋愛だけじゃダメかしら？ What to Expect When You're Expecting           | マルコ                 |                  |
| 2014 | Moutain Men                                                             | クーパー・ポラード     |                  |
| 2015 | Cry of Fear                                                             | マイク                 |                  |
| 2016 | Undrafted                                                               | アーサー・バロン       |                  |
| 2016 | ハリウッド・スキャンダル Rules Don't Apply                              | 若い俳優               |                  |
| 2017 | エロイーズ Eloise                                                       | ジェイコブ・マーティン |                  |
| 2017 | I Do... Until I Don't                                                   | イーゴン               |                  |
| 2018 | Riptide                                                                 | ランデン               |                  |
| 2018 | ニーナのすべて All about Nina                                           | ジョー                 |                  |
| 2018 | Nightawks                                                               | スタン                 |                  |
| 2018 | チャーリー・セズ/マンソンの女たち Charlie Says                          | テックス・ワトソン     |                  |
| 2021 | 竜とそばかすの姫 Belle                                                  | ジャスティン           | 声の出演(英語版) |
| 2024 | 同窓会 Reunion                                                          | マシュー・ダンベリー   | Paramount+で配信 |

### テレビシリーズ
| 年        | 題名                        | 役名                   | 備考                         |
| --------- | --------------------------- | ---------------------- | ---------------------------- |
| 2007-2012 | ゴシップガール Gossip Girl  | ネイト・アーチボルド   |                              |
| 2008-2009 | ファミリー・ガイ Family Guy | 不明                   | 声の出演 計2話               |
| 2014      | Glee/グリー Glee            | ビフ・マッキントッシュ | 計100話                      |
| 2015      | Blood & Oil                 | ビリー・レフィーバー   |                              |
| 2017      | Casual                      | バイロン               | 計2話                        |
| 2019-2024 | ザ・ボーイズ The Boys       | ケビン / ディープ      | Amazon Primeオリジナルドラマ |
| 2023      | ジェン・ブイ Gen V          | ケビン / ディープ      | Amazon Primeオリジナルドラマ |

### ミュージックビデオ
- レオナ・ルイス "I Will Be" (2009)